# Ifre
Ifre es un yacimiento arqueológico argárico situado en la pedanía de Ifre-Pastrana, en el municipio de Mazarrón, Murcia, España. Se levanta sobre la cima y laderas de un cabezo de 219 m de altura en las estribaciones sureñas de la Sierra de las Moreras. La rambla de Pastrana aparece en su base, el mar está a cuatro km, hay filones de cobre y estaño cerca y en sus inmediaciones hay otros poblados argáricos.
Fue excavado inicialmente por los hermanos Enrique y Luis Siret que publicaron sus resultados en castellano bajo el título de Las primeras edades del metal en el sudeste de España en 1890. Los materiales recogidos en éste y otros importantes yacimientos de similares características constituyeron el corpus básico para singularizar este grupo cultural.
Al llegar el área construida hasta la base del cerro presenta murallas en las zonas de fácil acceso, con bastiones cuadrangulares en sus ángulos y puertas de entrada. Las viviendas aparecen distribuidas en terrazas escalonadas con el objeto de adaptarse a la topografía del terreno. Algunas eran de pequeño tamaño, se rebajaba la roca madre para ser utilizada como muro y en uno se ha documentado una escalera, por lo que se supone que había pisos superiores. Las viviendas son de planta cuadrada, aunque hay dos estructuras circulares, las casas F y G, y una trapezoidal, la E. También se ha identificado una estructura, la casa C, que posiblemente serviría como lugar para almacenar y transformar cereales, ya que se encontraron en su interior diez molinos de mano dispuestos sobre un banco junto a un horno, así como otros seis en otras áreas del edificio. A estos elementos hay que añadir una gran tinaja de almacenamiento y pesas de telar. Las casas estaban construidas con piedras de pequeño tamaño unidas con un mortero de arcilla y pizarra, siendo los techos de cañas ligadas mediante fibras de esparto y barro.
Hasta ahora, solamente se han encontrado seis enterramientos; entre ellos destacan dos sepulturas infantiles en tinajas cerámicas o pithoi, que, a su vez, estarían cubiertas por lajas pétreas. Entre la cultura material hallada destacan las copas argáricas, uno de los elementos cerámicos más característicos de este grupo cultural, así como artefactos de cobre o bronce como hachas planas, puñales triangulares con remaches, una sierra y punzones. Entre las especies faunísticas salvajes documentadas aparecen el ciervo común, el corzo y el jabalí (aunque podría tratarse del cerdo), mientras que las principales domésticas serían los bóvidos y los cánidos.